# ماهی‌خورک سبیل‌دار
 ماهی‌خورک سبیل‌دار (نام علمی: Actenoides bougainvillei) نام یک گونه از زیرخانواده ماهی‌خورک درختی است.